# Contea d'Urgell

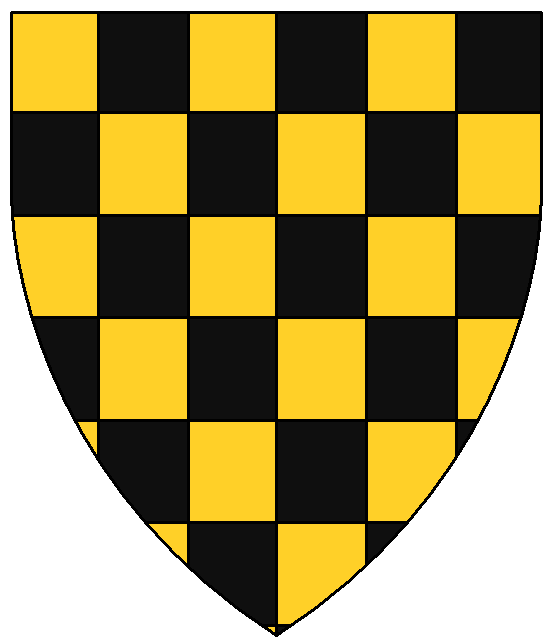
Armi dei conti d'Urgell: scaccato d'oro e nero

La Contea di Urgel (in marrone scuro) nel territorio della Corona d'Aragona

L'Urgell è una delle contee storiche catalane, confinante con le contee di Pallars e di Cerdagna, situata tra i Pirenei e la taifa di Lleida. Oggi il territorio è diviso tra le comarche catalane di Alt Urgell, Noguera, Solsonès, Pla d'Urgell, Urgell stessa e lo Stato indipendente di Andorra.
Le capitali storiche furono, prima La Seu d'Urgell e poi Balaguer. La diocesi fu una delle più antiche e le tradizioni della chiesa si riferiscono alle origini del Cristianesimo; il vescovo Felice di Urgell che vedeva con favore le posizioni eretiche dell'Adozionismo fu attaccato da Alcuino di York con lo scritto: Contra Felicem.
Andorra fu ceduta dal conte Ermengol IV d'Urgell al vescovo di La Seu d'Urgell nel corso del XII secolo.
Nel 1413 la contea di Urgell fu assorbita dalla contea di Barcellona (l'ultimo conte di Urgell, Giacomo II, che si era ribellato al re Ferdinando II d'Aragona fu messo in carcere, dove morì nel 1433), quindi entrò a far parte del regno d'Aragona.
La comarca di Urgell è ancora sede vescovile, cui è unito il titolo di co-principe del principato di Andorra; dal 2025 il vescovo è Josep-Lluís Serrano Pentinat.
- Corona d'Aragona
- Conti di Urgell